# Vozrozhdéniye (Primorsko-Ajtarsk, Krasnodar)
Vozrozhdéniye (del ruso: Возрождение) es un posiólok del raión de Primorsko-Ajtarsk del krai de Krasnodar en el sur de Rusia. Está situado al sureste de la desembocadura del río Beisug a través del limán Beisugski en el mar de Azov, 41 km al sureste de Primorsko-Ajtarsk y 104 km al norte de Krasnodar, la capital del krai. Tenía 61 habitantes en 2010.
Pertenece al municipio Olginskoye.